# Javi Hernández
Francisco Javier Hernández González, meglio conosciuto come Javi Hernández (Salamanca, 6 giugno 1989), è un calciatore spagnolo, centrocampista dell'Alcalá.

## Carriera

### Club
Il 1º febbraio 2011 il Real M. Castilla decide di cederlo in prestito all'Halmstad fino al termine della stagione.

### Nazionale
Ha giocato nella nazionale spagnola Under-19.

## Statistiche

### Presenze e reti nei club
| Stagione         | Squadra          | Campionato       | Campionato | Campionato | Coppe nazionali | Coppe nazionali | Coppe nazionali | Coppe continentali | Coppe continentali | Coppe continentali | Altre coppe | Altre coppe | Altre coppe | Totale | Totale |
| Stagione         | Squadra          | Comp             | Pres       | Reti       | Comp            | Pres            | Reti            | Comp               | Pres               | Reti               | Comp        | Pres        | Reti        | Pres   | Reti   |
| ---------------- | ---------------- | ---------------- | ---------- | ---------- | --------------- | --------------- | --------------- | ------------------ | ------------------ | ------------------ | ----------- | ----------- | ----------- | ------ | ------ |
| 2011             | Halmstad         | A                | 8          | 1          | SC              | 1               | 1               | -                  | -                  | -                  |             | -           | -           | 9      | 2      |
| 2019-2020        | ATK              | ISL              | 17+3       | 0+2        | SC              | -               | -               | -                  | -                  | -                  |             | -           | -           | 20     | 2      |
| 2020-2021        | ATK Mohun Bagan  | ISL              | 14+3       | 1          | -               | -               | -               | AFC Cup            | -                  | -                  | -           | -           | -           | 17     | 1      |
| 2021-2022        | Odisha           | ISL              | 19         | 6          | -               | -               | -               | -                  | -                  | -                  | -           | -           | -           | 19     | 6      |
| 2022-2023        | Bengaluru        | ISL              | 18+4       | 7          | SC              | 4               | 2               | -                  | -                  | -                  | DC          | 3           | 0           | 29     | 9      |
| 2023-2024        | Bengaluru        | ISL              | 21         | 5          | SC              | 3               | 1               | -                  | -                  | -                  | DC          | -           | -           | 24     | 6      |
| Totale Bengaluru | Totale Bengaluru | Totale Bengaluru | 43         | 12         |                 | 7               | 3               |                    | -                  | -                  |             | 3           | 0           | 53     | 15     |
| 2024-2025        | Jamshedpur       | ISL              | 23+3       | 7+2        | SC              | 4               | 0               | -                  | -                  | -                  | DC          | 0           | 0           | 30     | 9      |
| 2025-2026        | Alcala           | SF-5             | 0          | 0          | CR              | 0               | 0               | -                  | -                  | -                  | -           | -           | -           | 0      | 0      |
| Totale carriera  | Totale carriera  | Totale carriera  | 133        | 31         |                 | 12              | 4               |                    | -                  | -                  |             | 3           | 0           | 148    | 35     |

## Palmarès

### Club
- Indian Super League: 1

ATK: 2019-2020
- Durand Cup: 1

Bengaluru: 2022